# 35-та паралель північної широти
35-та паралель північної широти — лінія широти, що лежить на 35 градусів північніше земної екваторіальної площини. Вона проходить через Північну Африку, Середземне море, Азію, Тихий океан, Північну Америку та Атлантичний океан.

В США через 35-ту паралель північної широти проходять кордони між кількома штатами

В США через паралель проходить кордон між штатом Тенессі та штатами Джорджія, Алабама і Міссісіпі та кордон між Джорджією та Північною Кароліною. Також на паралелі лежить потрійна точка між Аризоною, Каліфорнією та Невадою.
На цій широті під час літнього сонцестояння сонце видно 14 годин 31 хвилину, а під час зимового сонцестояння — 9 годин 48 хвилин.
35-ту паралель північної широти іноді використовують при визначенні північної межі субтропіків.

## Список географічних об'єктів, що перетинає 35° пн. ш.
Починаючи з Гринвіцького меридіану та рухаючись на схід, 35-та паралель північної широти проходить через:
| Координати                                                   | Країна, територія або море | Примітки |
| ------------------------------------------------------------ | -------------------------- | --- |
| 35°0′ пн. ш. 0°0′ сх. д. / 35.000° пн. ш. 0.000° сх. д.      | Алжир                      | |
| 35°0′ пн. ш. 8°19′ сх. д. / 35.000° пн. ш. 8.317° сх. д.     | Туніс                      | |
| 35°0′ пн. ш. 10°58′ сх. д. / 35.000° пн. ш. 10.967° сх. д.   | Середземне море            | |
| 35°0′ пн. ш. 24°45′ сх. д. / 35.000° пн. ш. 24.750° сх. д.   | Греція                     | Проходить через острів Крит |
| 35°0′ пн. ш. 25°34′ сх. д. / 35.000° пн. ш. 25.567° сх. д.   | Середземне море            | |
| 35°0′ пн. ш. 32°18′ сх. д. / 35.000° пн. ш. 32.300° сх. д.   | Кіпр                       | Проходить через острів Кіпр Проходить через буферну зону ООН на Кіпрі |
| 35°0′ пн. ш. 33°43′ сх. д. / 35.000° пн. ш. 33.717° сх. д.   | Декелія                    | Проходить через суверненну військову базу Декелія, Велика Британія |
| 35°0′ пн. ш. 33°51′ сх. д. / 35.000° пн. ш. 33.850° сх. д.   | Кіпр                       | |
| 35°0′ пн. ш. 34°4′ сх. д. / 35.000° пн. ш. 34.067° сх. д.    | Середземне море            | |
| 35°0′ пн. ш. 35°54′ сх. д. / 35.000° пн. ш. 35.900° сх. д.   | Сирія                      | |
| 35°0′ пн. ш. 41°14′ сх. д. / 35.000° пн. ш. 41.233° сх. д.   | Ірак                       | |
| 35°0′ пн. ш. 45°53′ сх. д. / 35.000° пн. ш. 45.883° сх. д.   | Іран                       | Проходить через Саве |
| 35°0′ пн. ш. 61°7′ сх. д. / 35.000° пн. ш. 61.117° сх. д.    | Афганістан                 | |
| 35°0′ пн. ш. 71°31′ сх. д. / 35.000° пн. ш. 71.517° сх. д.   | Пакистан                   | Хайбер-Пахтунхва Азад Кашмір — претендує Індія Гілгіт-Балтистан — претендує Індія |
| 35°0′ пн. ш. 77°1′ сх. д. / 35.000° пн. ш. 77.017° сх. д.    | Індія                      | Ладакх — претендує Пакистан |
| 35°0′ пн. ш. 78°7′ сх. д. / 35.000° пн. ш. 78.117° сх. д.    | Аксай-Чин                  | Претендує Індія та КНР |
| 35°0′ пн. ш. 80°11′ сх. д. / 35.000° пн. ш. 80.183° сх. д.   | КНР                        | Тибет Цинхай Ганьсу Шеньсі Ганьсу Шеньсі Шаньсі Хенань Шаньдун Цзянсу |
| 35°0′ пн. ш. 119°12′ сх. д. / 35.000° пн. ш. 119.200° сх. д. | Жовте море                 | |
| 35°0′ пн. ш. 126°6′ сх. д. / 35.000° пн. ш. 126.100° сх. д.  | Південна Корея             | Проходить південніше Пусан |
| 35°0′ пн. ш. 128°50′ сх. д. / 35.000° пн. ш. 128.833° сх. д. | Японське море              | |
| 35°0′ пн. ш. 132°12′ сх. д. / 35.000° пн. ш. 132.200° сх. д. | Японія                     | Проходить через острови Хонсю Проходить через Кіото та Оцу Проходить північніше Сідзуока |
| 35°0′ пн. ш. 139°6′ сх. д. / 35.000° пн. ш. 139.100° сх. д.  | Тихий океан                | Саґамська затока |
| 35°0′ пн. ш. 139°51′ сх. д. / 35.000° пн. ш. 139.850° сх. д. | Японія                     | Проходить через крайню південну точку півострова Босо на острові Хонсю |
| 35°0′ пн. ш. 139°59′ сх. д. / 35.000° пн. ш. 139.983° сх. д. | Тихий океан                | |
| 35°0′ пн. ш. 120°38′ зх. д. / 35.000° пн. ш. 120.633° зх. д. | США                        | Каліфорнія — проходить через Санта-Марію Проходить через потрійну точку між Аризоною, Каліфорнією та Невадою Аризона Нью-Мексико — проходить південніше Альбукерке Техас Оклахома Арканзас Становить кордон між штатами Тенессі та Міссісіпі Становить кордон між штатами Тенессі та Алабама Становить кордон між штатами Тенессі та Джорджія — проходить через Мемфіс та Чаттануга Становить кордон між штатами Північна Кароліна та Джорджія Південна Кароліна Північна Кароліна — проходить через Феєтвілл |
| 35°0′ пн. ш. 76°8′ зх. д. / 35.000° пн. ш. 76.133° зх. д.    | Атлантичний океан          | |
| 35°0′ пн. ш. 6°15′ зх. д. / 35.000° пн. ш. 6.250° зх. д.     | Марокко                    | Проходить через Ель-Ксар-ель-Кебір |
| 35°0′ пн. ш. 2°8′ зх. д. / 35.000° пн. ш. 2.133° зх. д.      | Алжир                      | |